# 刘秀梅
刘秀梅（1917年—2003年），女，陕西延长人，中华人民共和国政治人物。曾任内蒙古自治区妇联副主席。

## 生平
1936年加入中国共产党。1954年，当选第一届全国人民代表大会代表。